# Tweede Kamerverkiezingen 1864
De Tweede Kamerverkiezingen 1864 waren periodieke Nederlandse verkiezingen voor de Tweede Kamer der Staten-Generaal. Zij vonden plaats op 14 juni 1864.
Nederland was verdeeld in 39 kiesdistricten, waarin 75 leden van de Tweede Kamer gekozen werden. Een kiezer bracht evenveel stemmen uit als er afgevaardigden in zijn kiesdistrict gekozen werden. Om gekozen te worden moest een kandidaat minimaal de districtskiesdrempel behalen.
De verkiezingen werden gehouden vanwege het periodiek aftreden van 36 leden van de Tweede Kamer van wie de zittingstermijn afliep op 18 september 1864. Tevens werden verkiezingen gehouden voor drie nieuwe zetels vanwege de uitbreiding van de Tweede Kamer van 72 naar 75 leden; de hierbij betrokken kiesdistricten waren Deventer en Haarlem (beide van een naar twee afgevaardigden) en het nieuw ingestelde kiesdistrict Winschoten (een afgevaardigde). 
In negen kiesdistricten was een tweede verkiezingsronde benodigd tussen de twee hoogstgeplaatste (niet-direct gekozen) kandidaten uit de eerste ronde vanwege het niet-behalen van de districtskiesdrempel. Deze tweede ronde vond plaats op 28 juni 1864.

## Uitslag

### Opkomst
|                  | 1862   | 1862      | 1864   | 1864  |
| # stemmen        | %      | # stemmen | %      |       |
| ---------------- | ------ | --------- | ------ | ----- |
| Kiesgerechtigden | 87.375 |           | 88.587 |       |
| Niet opgekomen   | 50.472 | 57,76     | 42.216 | 47,65 |
| Opkomst          | 36.903 | 42,24     | 46.371 | 52,35 |

### Verkiezingsuitslag naar groepering
| Groepering                | Zetels | Zetels | Zetels | Zetels | Zetels | Zetels |
| Groepering                | 1862   | Af     | Bij    | Bij    | 1864   | +/−    |
| ------------------------- | ------ | ------ | ------ | ------ | ------ | ------ |
| thorbeckianen             | 23/21  | 9      | 10     | 1      | 23     | +2     |
| liberalen                 | 19/21  | 12     | 11     | 2      | 22     | +1     |
| conservatieven            | 15/16  | 9      | 10     |        | 17     | +1     |
| conservatief-liberalen    | 4      | 2      | 2      |        | 4      | 0      |
| antirevolutionairen       | 4/3    | 1      | 1      |        | 3      | 0      |
| conservatief-protestanten | 3      | 2      | 2      |        | 3      | 0      |
| conservatief-katholieken  | 3      | 1      | 0      |        | 2      | −1     |
| gematigde liberalen       | 1      | 0      | 0      |        | 1      | 0      |
| totaal                    | 72     | 36     | 36     | 3      | 75     | +3     |

### Gekozen leden
Vanwege de uitbreiding van het zetelaantal van de Tweede Kamer werden de volgende drie leden gekozen:
- in het kiesdistrict Deventer: Albertus van Delden (liberalen);
- in het kiesdistrict Haarlem: Asser van Nierop[10][11] (thorbeckianen);
- in het kiesdistrict Winschoten: in eerste instantie werd Anthony Winkler Prins gekozen, die echter afzag van zijn benoeming. Om in de ontstane vacature te voorzien werd een naverkiezing gehouden, waarbij Willem Jonckbloet (liberalen) gekozen werd.

Bij de periodieke verkiezingen werden 28 leden herkozen. De stemmingen voor de overige acht vacatures hadden de volgende resultaten:
- in het kiesdistrict Amsterdam versloeg Jan van Swieten (52,9%, liberalen) het aftredende lid Jan Heemskerk (48,4%, liberalen);

- in het kiesdistrict Breda werd Petrus Hollingerus Pijpers (thorbeckianen) gekozen in de vacature ontstaan door het periodiek aftreden van Cornelis Oomen (liberalen) die had aangegeven niet herkiesbaar te zijn;

- in het kiesdistrict Goes werd Jean de Laat de Kanter (liberalen) gekozen in de vacature ontstaan door het periodiek aftreden van Bernhard van Diggelen (liberalen) die had aangegeven niet herkiesbaar te zijn;

- in het kiesdistrict Gorinchem werd Gerrit Simons (conservatieven) gekozen in de vacature ontstaan door het periodiek aftreden van Johannes van der Poel (conservatieven) die had aangegeven niet herkiesbaar te zijn;

- in het kiesdistrict 's-Gravenhage versloeg Jacob van Zuylen van Nijevelt (52,2%, conservatieven) het aftredende lid Willem Gevers Deynoot (38,9%, thorbeckianen);

- in het kiesdistrict Hoorn was in eerste instantie Asser van Nierop gekozen in de vacature ontstaan door het periodiek aftreden van Peter Tutein Nolthenius (conservatieven) die had aangegeven niet herkiesbaar te zijn. Van Nierop was echter ook gekozen in het kiesdistrict Haarlem, waaraan hij de voorkeur gaf.[11] Om in de ontstane vacature te voorzien werd in Hoorn een naverkiezing gehouden, waarbij Willem van Goltstein van Oldenaller (conservatieven) gekozen werd;

- in het kiesdistrict Maastricht versloeg Paul van der Maesen de Sombreff (82,6%, thorbeckianen) het aftredende lid Edmond van Wintershoven (16,6%, thorbeckianen);

- in het kiesdistrict Roermond versloeg Karel Cornelis (51,1%, thorbeckianen) het aftredende lid Frederik de Keverberg de Kessel (48,7%, conservatief-katholieken);

De zittingsperiode van de Tweede Kamer ging in op 19 september 1864. De zittingstermijn van Tweede Kamerleden bedroeg vier jaar.